# Cầu Çanakkale 1915
Cầu Çanakkale 1915 (tiếng Thổ Nhĩ Kỳ: 1915 Çanakkale Köprüsü), cũng gọi là cầu Dardanelles (tiếng Thổ Nhĩ Kỳ: Çanakkale Boğaz Köprüsü), là một cây cầu dây võng đường bộ ở tỉnh Çanakkale ở tây bắc Thổ Nhĩ Kỳ. Tọa lạc ở ngay phía nam các thị xã Lapseki và Gelibolu, cây cầu này bắc qua eo biển Dardanelles, lhoanrg 10 km về phía nam biển Marmara.
Cây cầu này là trung tâm của một tuyến đường cao tốc Kınalı-Balıkesir dài 321 km có dự toán 2,8 tỷ USD, kết nối các cao tốc O-3 và O-7 ở Đông Thrace với cao tốc O-5 ở Anatolia. Với nhịp chính dài 2023 m, cây cầu này vượt qua cầu Akashi Kaikyo ở Nhật Bản 32 m để trở thành cầu dây võng dài nhất thế giới.
Tổng thống Thổ Nhĩ Kỳ Recep Tayyip Erdoğan đã chính thức khánh thành cầu ngày 18 tháng 3 năm 2022. Cây cầu là băng qua cố định đầu tiên qua Dardanelles và cầu thứ sáu bắc qua eo biển Thổ Nhĩ Kỳ, sau ba cây cầu bắc qua Bosphorus và hai đường hầm dưới đó.